# 道の駅一覧 北陸地方
道の駅一覧 北陸地方（みちのえきいちらん ほくりくちほう）は、国土交通省北陸地方整備局管内（新潟県、富山県、石川県）に設置された道の駅の一覧である。福井県は近畿地方を、長野県北中部は関東地方を参照。

## 新潟県
| 駅名 （ふりがな）                                         | 所在地         | 設置路線名                    | No.     | 備考                                                             |
| --------------------------------------------------------- | -------------- | ----------------------------- | ------- | ---------------------------------------------------------------- |
| 豊栄 （とよさか）                                         | 新潟市北区     | 国道7号新新バイパス           | 新潟-01 |                                                                  |
| 加治川 （かじかわ）                                       | 新発田市       | 国道7号                       | 新潟-02 |                                                                  |
| 神林 （かみはやし）                                       | 村上市         | 国道7号                       | 新潟-03 |                                                                  |
| 朝日 （あさひ）                                           | 村上市         | 国道7号                       | 新潟-04 |                                                                  |
| 新潟ふるさと村 （にいがたふるさとむら）                   | 新潟市西区     | 国道8号                       | 新潟-05 |                                                                  |
| 能生 （のう）                                             | 糸魚川市       | 国道8号                       | 新潟-06 |                                                                  |
| みかわ                                                    | 東蒲原郡阿賀町 | 国道49号                      | 新潟-07 |                                                                  |
| 関川 （せきかわ）                                         | 岩船郡関川村   | 国道113号                     | 新潟-08 |                                                                  |
| ちぢみの里おぢや （ちぢみのさとおぢや）                   | 小千谷市       | 国道17号                      | 新潟-09 |                                                                  |
| 阿賀の里 （あがのさと）                                   | 東蒲原郡阿賀町 | 国道49号                      | 新潟-10 |                                                                  |
| 笹川流れ （ささがわながれ）                               | 村上市         | 国道345号                     | 新潟-11 | 桑川駅に併設                                                     |
| 越後出雲崎天領の里 （えちごいずもざきてんりょうのさと）   | 三島郡出雲崎町 | 国道352号                     | 新潟-12 |                                                                  |
| 胎内 （たいない）                                         | 胎内市         | 県道53号 胎内二王子公園羽黒線 | 新潟-13 |                                                                  |
| ゆのたに                                                  | 魚沼市         | 県道50号 小出奥只見線         | 新潟-14 |                                                                  |
| 良寛の里わしま （りょうかんのさとわしま）                 | 長岡市         | 国道116号                     | 新潟-15 |                                                                  |
| まつだいふるさと会館 （まつだいふるさとかいかん）         | 十日町市       | 国道253号                     | 新潟-16 | まつだい駅に併設                                                 |
| 越後市振の関 （えちごいちぶりのせき）                     | 糸魚川市       | 国道8号                       | 新潟-17 |                                                                  |
| クロス10十日町 （クロステンとおかまち）                   | 十日町市       | 国道117号                     | 新潟-18 |                                                                  |
| 漢学の里しただ （かんがくのさとしただ）                   | 三条市         | 国道289号                     | 新潟-19 |                                                                  |
| 風の丘米山 （かぜのおかよねやま）                         | 柏崎市         | 国道8号                       | 新潟-20 | 2015年（平成27年）より休止中                                     |
| いりひろせ                                                | 魚沼市         | 国道252号                     | 新潟-21 |                                                                  |
| 西山ふるさと公苑 （にしやまふるさとこうえん）             | 柏崎市         | 国道116号                     | 新潟-22 |                                                                  |
| あらい                                                    | 妙高市         | 国道18号                      | 新潟-23 | 上信越自動車道新井PA/スマートICと接続 （ハイウェイオアシス）     |
| R290とちお （ルート290とちお）                            | 長岡市         | 国道290号                     | 新潟-24 |                                                                  |
| あいぽーと佐渡 （あいぽーとさど）                         | 佐渡市         | 臨港道路湊線                  | 新潟-25 | 2020年（令和2年）5月25日に道の駅芸能とトキの里が移転して名称変更 |
| 親不知ピアパーク （おやしらずピアパーク）                 | 糸魚川市       | 国道8号                       | 新潟-26 |                                                                  |
| 瀬替えの郷せんだ （せがえのさとせんだ）                   | 十日町市       | 国道252号                     | 新潟-27 |                                                                  |
| 雪のふるさとやすづか （ゆきのふるさとやすづか）           | 上越市         | 国道403号                     | 新潟-28 |                                                                  |
| じょんのびの里高柳 （じょんのびのさとたかやなぎ）         | 柏崎市         | 県道12号 松代高柳線           | 新潟-29 |                                                                  |
| 花夢里にいつ （かむりにいつ）                             | 新潟市秋葉区   | 国道460号                     | 新潟-30 |                                                                  |
| 国上 （くがみ）                                           | 燕市           | 県道2号 新潟寺泊線            | 新潟-31 |                                                                  |
| 越後川口 （えちごかわぐち）                               | 長岡市         | 国道17号                      | 新潟-32 |                                                                  |
| よしかわ杜氏の郷 （よしかわとうじのさと）                 | 上越市         | 県道30号 新井柿崎線           | 新潟-33 |                                                                  |
| うみてらす名立 （うみてらすなだち）                       | 上越市         | 国道8号                       | 新潟-34 |                                                                  |
| 南魚沼 （みなみうおぬま）                                 | 南魚沼市       | 国道17号                      | 新潟-35 |                                                                  |
| パティオにいがた                                          | 見附市         | 県道20号 見附中之島線         | 新潟-36 |                                                                  |
| みつまた                                                  | 南魚沼郡湯沢町 | 国道17号                      | 新潟-37 |                                                                  |
| 燕三条地場産センター （つばめさんじょうじばさんセンター） | 三条市         | 国道289号 市道 燕三条停車場線 | 新潟-38 | 公益財団法人燕三条地場産業振興センターが申請                     |
| 庭園の郷 保内 （ていえんのさとほない）                    | 三条市         | 国道403号 市道 大崎547号線    | 新潟-39 |                                                                  |
| たがみ                                                    | 南蒲原郡田上町 | 国道403号                     | 新潟-40 |                                                                  |
| ながおか花火館 （ながおかはなびかん）                     | 長岡市         | 国道8号                       | 新潟-41 |                                                                  |
| あがの                                                    | 阿賀野市       | 国道49号                      | 新潟-42 |                                                                  |

## 富山県
| 駅名 （ふりがな）                           | 所在地   | 設置路線名            | No.     | 備考                         |
| ------------------------------------------- | -------- | --------------------- | ------- | ---------------------------- |
| 細入 （ほそいり）                           | 富山市   | 国道41号              | 富山-01 |                              |
| 砺波 （となみ）                             | 砺波市   | 国道156号             | 富山-02 |                              |
| 上平 （かみたいら）                         | 南砺市   | 国道156号             | 富山-03 |                              |
| 利賀 （とが）                               | 南砺市   | 国道471号             | 富山-04 | 南砺市利賀市民センターに併設 |
| 井波 （いなみ）                             | 南砺市   | 国道471号             | 富山-05 |                              |
| 福光 （ふくみつ）                           | 南砺市   | 国道304号             | 富山-06 |                              |
| たいら                                      | 南砺市   | 国道156号             | 富山-07 |                              |
| 庄川 （しょうがわ）                         | 砺波市   | 国道156号             | 富山-08 |                              |
| うなづき                                    | 黒部市   | 県道14号 黒部宇奈月線 | 富山-09 |                              |
| カモンパーク新湊 （カモンパークしんみなと） | 射水市   | 国道8号               | 富山-10 |                              |
| ウェーブパークなめりかわ                    | 滑川市   | 県道1号 富山魚津線    | 富山-11 |                              |
| 氷見 （ひみ）                               | 氷見市   | 国道415号             | 富山-12 |                              |
| 万葉の里高岡 （まんようのさとたかおか）     | 高岡市   | 国道8号               | 富山-13 |                              |
| メルヘンおやべ                              | 小矢部市 | 国道8号               | 富山-14 |                              |
| 雨晴 （あまはらし）                         | 高岡市   | 国道415号             | 富山-15 |                              |
| KOKOくろべ （ここくろべ）                   | 黒部市   | 国道8号               | 富山-16 |                              |

## 石川県
| 駅名 （ふりがな）                                                | 所在地         | 設置路線名                                    | No.     | 備考                              |
| ---------------------------------------------------------------- | -------------- | --------------------------------------------- | ------- | --------------------------------- |
| 千枚田ポケットパーク （せんまいだポケットパーク）                | 輪島市         | 国道249号                                     | 石川-01 |                                   |
| 高松 （たかまつ）                                                | かほく市       | 県道60号 金沢田鶴浜線                         | 石川-02 | のと里山海道高松SAに併設          |
| いおり                                                           | 七尾市         | 国道160号                                     | 石川-03 |                                   |
| 桜峠 （さくらとうげ）                                            | 鳳珠郡能登町   | 県道57号 内浦柳田線                           | 石川-04 |                                   |
| しらやまさん                                                     | 能美市         | 国道157号                                     | 石川-05 |                                   |
| なかじまロマン峠 （なかじまロマンとうげ）                        | 七尾市         | 国道249号                                     | 石川-06 |                                   |
| 赤神 （あかかみ）                                                | 輪島市         | 国道249号                                     | 石川-07 |                                   |
| とぎ海街道 （とぎうみかいどう）                                  | 羽咋郡志賀町   | 国道249号                                     | 石川-08 |                                   |
| 輪島 （わじま）                                                  | 輪島市         | 県道1号 七尾輪島線                            | 石川-09 | 旧輪島駅跡に所在                  |
| ころ柿の里しか （ころがきのさとしか）                            | 羽咋郡志賀町   | 国道249号                                     | 石川-10 |                                   |
| 瀬女 （せな）                                                    | 白山市         | 国道360号                                     | 石川-11 |                                   |
| 一向一揆の里 （いっこういっきのさと）                            | 白山市         | 国道360号                                     | 石川-12 |                                   |
| のと里山空港 （のとさとやまくうこう）                            | 輪島市         | 県道303号 柏木穴水線                          | 石川-13 | 能登空港に併設 旧名称「のと空港」 |
| 倶利伽羅源平の郷 （くりからげんぺいのさと）                      | 河北郡津幡町   | 石川県道215号 森本津幡線                      | 石川-14 | 国道8号旧道                       |
| 山中温泉 ゆけむり健康村 （やまなかおんせんゆけむりけんこうむら） | 加賀市         | 国道364号                                     | 石川-15 |                                   |
| のとじま                                                         | 七尾市         | 県道47号 七尾能登島公園線                     | 石川-16 |                                   |
| すず塩田村 （すずえんでんむら）                                  | 珠洲市         | 国道249号                                     | 石川-17 |                                   |
| 内灘サンセットパーク （うちなだサンセットパーク）                | 河北郡内灘町   | 県道162号 高松内灘線                          | 石川-18 |                                   |
| 能登食祭市場 （のとしょくさいいちば）                            | 七尾市         | 県道132号 七尾港線                            | 石川-19 |                                   |
| こまつ木場潟 （こまつきばがた）                                  | 小松市         | 国道8号小松バイパス                           | 石川-20 |                                   |
| 狼煙 （のろし）                                                  | 珠洲市         | 県道28号 大谷狼煙飯田線                       | 石川-21 |                                   |
| すずなり                                                         | 珠洲市         | 県道12号 蛸島港線                             | 石川-22 | 旧珠洲駅跡に所在                  |
| 織姫の里なかのと （おりひめのさとなかのと）                      | 鹿島郡中能登町 | 国道159号                                     | 石川-23 |                                   |
| あなみず                                                         | 鳳珠郡穴水町   | 県道113号 穴水港穴水停車場線                  | 石川-24 | 穴水駅に併設                      |
| のと千里浜 （のとちりはま）                                      | 羽咋市         | 県道232号 若部千里浜インター線 市道 羽咋3号線 | 石川-25 |                                   |
| めぐみ白山 （めぐみはくさん）                                    | 白山市         | 国道8号                                       | 石川-26 |                                   |